# Mesterséges külső váz
A mesterséges külső váz angolul exoskeleton az emberi testet magába foglaló teherhordó-helyváltoztató szerkezet, ’külső csontváz’. Lehet katonai vagy orvosi funkciója, azonban egyre gyakrabban használják a gazdaságban is. A jelenlegi katonai kutatások elsősorban az emberi test teherbírásának (gyorsaság, hordképesség) növelése irányába folynak: az egészséges katona, vagy veszélyeztetett helyen (tűzoltóság, katasztrófaelhárítás stb.) dolgozó személy a lábak és ízületek megtámasztásával, mintegy tízszer akkora teher elviselésére képes, mivel a terhelést a külső váz veszi át. Az orvosi kutatások a sérült végtagok pótlása vagy működtetése irányába folynak (járógépek és hasonló végtag-protézisek). A gazdaságban a megterhelő, fizikai munkavégzés megkönnyítése érdekében alkalmaznak egyre több helyen exoskeletonokat. A munkavállaló saját fizikai erejének kiváltására vagy rásegítésre alkalmas egy ilyen szerkezet. Ennek segítségével növelhető a teljesítmény, csökkenthehtő a fáradékonyság és ebből következően a munkahelyi balesetek és káresemények száma is jelentősen csökkenthető.
A sci-fi filmekben, játékokban és képregényekben sokszor előfordulnak elképzelt, általában katonai célú exoszkeletonok (pl.: A bolygó neve: Halál, Avatar, A holnap határa, Dr. Octopus a Pókemberben, Call of Duty: Advanced Warfare és a Vasember sorozat).

## A Goffer-féle járógép

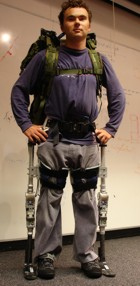
Mesterséges külső váz

Az eszköz – az úgynevezett „robotnadrág" – érzékelők és motorok segítségével lehetővé teszi, hogy mozgásképtelenné vált emberek álljanak, menjenek, vagy akár lépcsőt is járjanak. 2011 januárjában az izraeli és Egyesült Államokbeli klinikai kutatások, vizsgálatok után megalkották a kerekesszék új alternatíváját. A fejlesztés négy évig tartott, az ötletet pedig a közlekedési balesetet szenvedő izraeli mérnök, Amit Goffer találta ki. A készülék feltalálója, aki maga is kerekesszékbe kényszerült elkezdett azon gondolkozni, hogy miképp lehetne a mozgásképtelen embereknek helyváltoztató mozgást végezniük mások és a szokványos eszközök segítsége nélkül.
Az idea kivitelezésére Goffer céget alapított. A vállalkozásban több robotikai és orvosi exoskeletonokat gyártó cég működik együtt. Ez egy olyan berendezés, amelyet a gép és a mozgásképtelen ember csak együttes erővel tud működtetni. 
A gép mintegy 100 ezer dollárba [20 millió forintba] kerül, és sok betegséget megelőzhet, ami a járóképtelen embereknél előfordulhat: decubitus-szerű sérülések, húgy-ivarszervi, keringési és szív,- illetve keringési zavarok.
A ReWalk egy ruhán kívül viselt 16 kilogrammos berendezés. Mozgásérzékelőkkel ellátott lábmerevítők és motoros ízületek alkotják, amelyek a felsőtest mozgásaira és egyensúly-változásaira reagálnak. Az eszközt hevederek rögzítik a viselője derekára és vállaira, hátizsákjában pedig a számítógép és egy, a 3,5 órás üzemhez elegendő tápegység kapott helyet.

## Hasonló járógépek

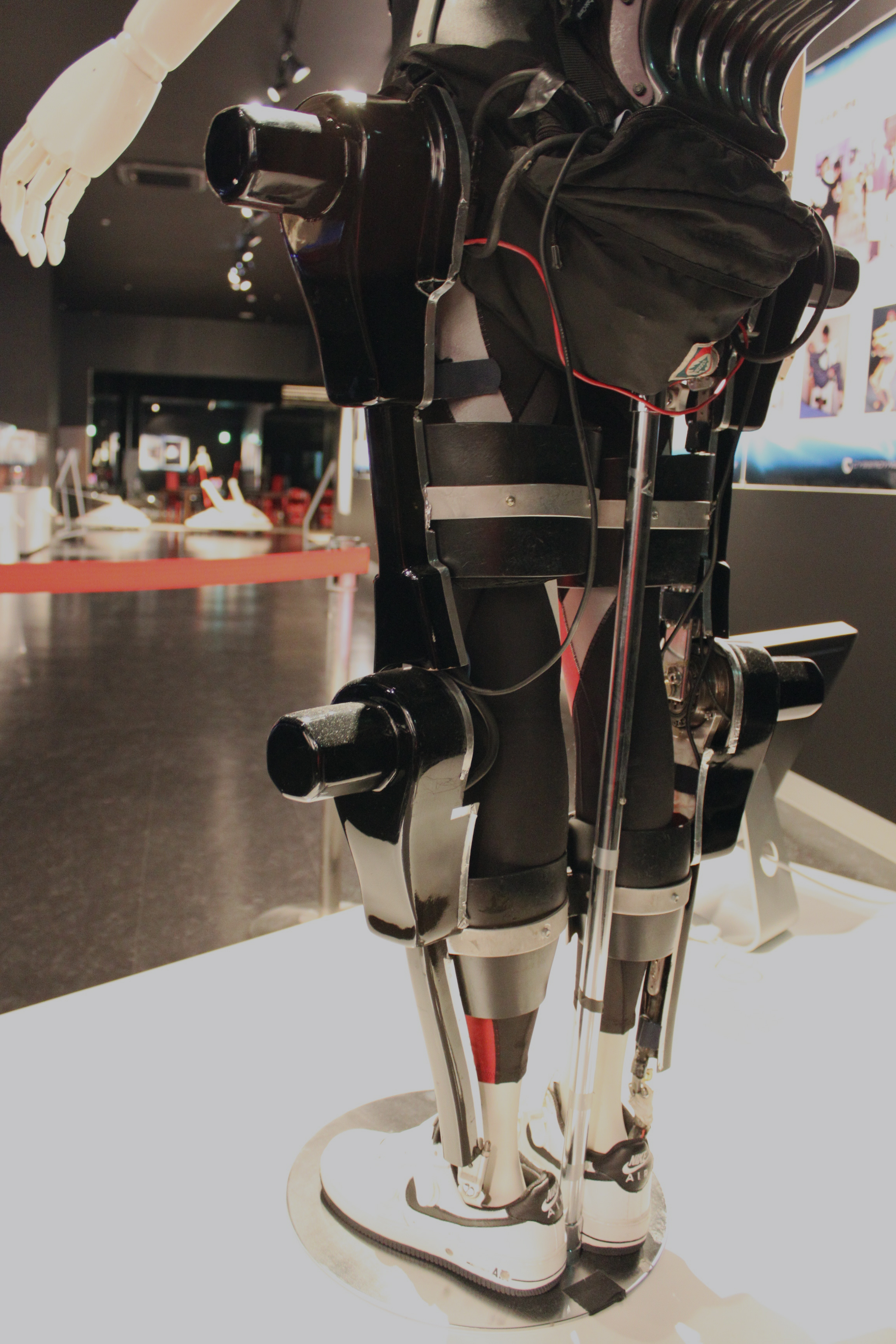
Biomechanikus külső váz (Hibrid asszisztív művégtag)

A Sunnivale-i (Kalifornia) Tibion Corp kifejlesztett a ReWalkhoz meglehetősen hasonló készüléket – a „Bionic Leg"-et (azaz bionikus lábat) – amely az agyi érkatasztrófa áldozatainak ad segítséget. Az izlandi Ossur pedig meghajtott térdprotézist készít amputáltak mozgásának megkönnyítésére. Így a ReWalk-nak is akadnak konkurenciái, például a kaliforniai Berkeley Bionics terméke, az [’e-lábaknak’], amelynek egy meghatározott kontingensét 2011 második felében hozták forgalomba.
Az eLEGS más külső vázakkal ellentétben nem katonai, hanem kifejezetten rehabilitációs célokra készült. Célja a gerincvelő sérüléseket elszenvedett emberek járási funkciójának helyreállítása, valamint a vérkeringés és az emésztés javítása.
Az eLEGS egy hátizsákba épített vezérlő egységből, valamint a hozzá kapcsolódó két robotlábból áll. A lábakat működtető motorok a csípő két oldalán, valamint a térdeknél helyezkednek el. A bokaízületet rugók vezérlik, amelyek megfelelő szögben tartják a lábat földet éréskor, a saroktól egészen a lábujjakig. A láb helyzetérzékelői információkat küldenek a vezérlőegységhez, ami meghatározza, hogyan, milyen mértékben hajoljanak az ízületek, illetve szabályozzák magát a járást. Az tápellátást lítium-kobalt akkumulátorok biztosítják, melyek szintén a hátizsákban nyertek elhelyezést.

## Anyagok
Kezdetben acél-alumínium szerkezetekkel folytak kísérletek, azonban az acél a nagy súly, míg az alumínium a kis mechanikai szilárdság miatt nem felelt meg. A korszerű járógépek korábban titán, majd szénszálas kompozit anyagokból készülnek.

## A motorok

Üzemanyagcella elve

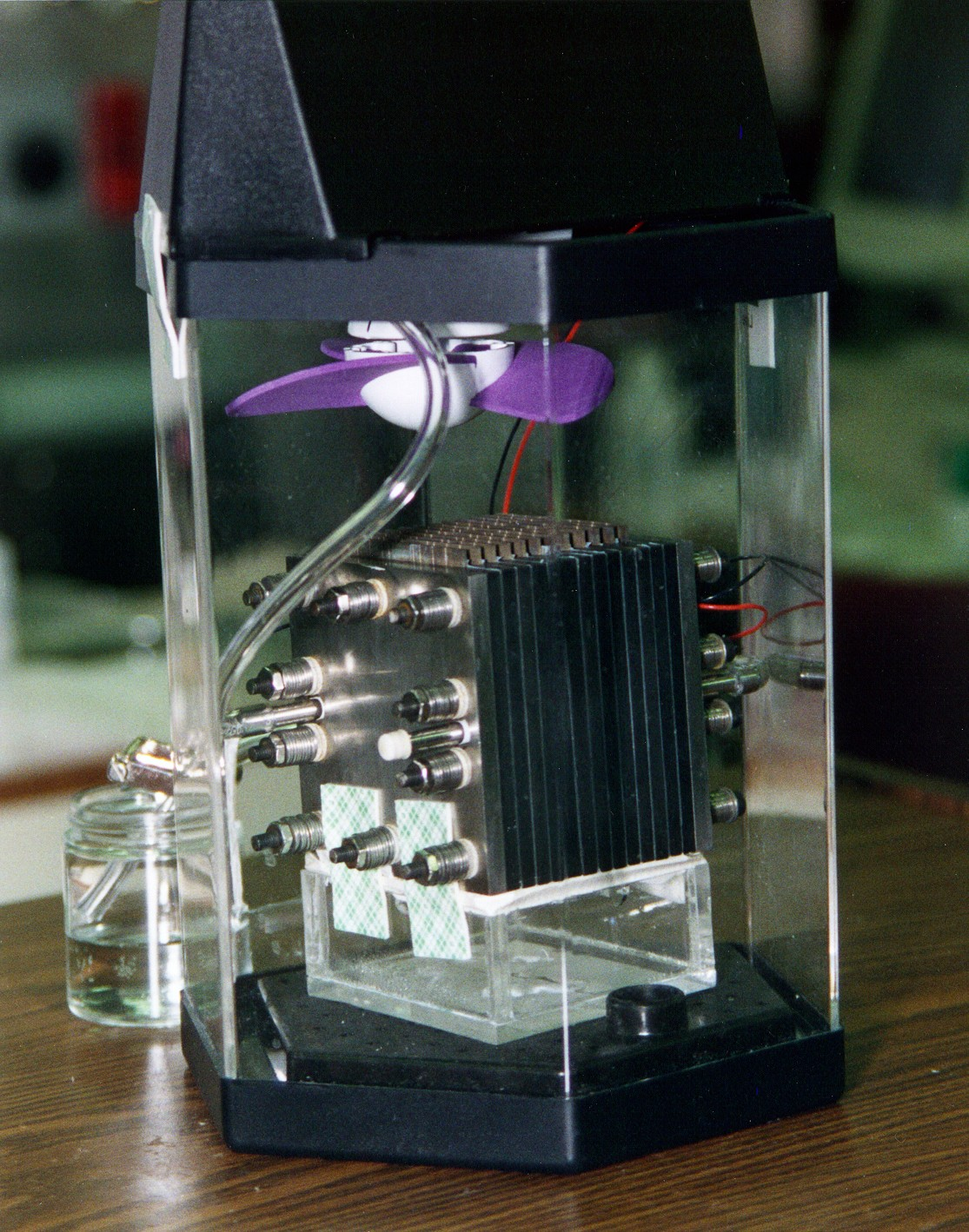
Metanol üzemanyagcella

Működtetésére a belső égésű motorok a magas üzemi hőfok, a szükséges hűtés, valamint az állandó üzem miatt nem feleltek meg. Gyakorlatilag csak az elektromos meghajtás jöhetett szóba. A mozgatáshoz szervomotorokat használnak. Ezek minimális energiaráfordítással az egyhelybentartást is biztosítani tudják.

## Tápellátás
Az akkumulátorok viszonylag gyors lemerülése azonban szükségessé tette azok gyakori cseréjét, majd feltöltését. A fejlesztések elektrokémiai üzemanyagcella, illetve szilárd oxid üzemanyagcella(en) ( SOFC) irányába folynak.

## Hidraulika
A mozgatáshoz a motorokon túlmenően hidraulikus hengereket használnak. A pneumatikus hengerek nem felelnek meg erre a célra, mivel a levegő összenyomható, nyomása hőmérsékletfüggő és pontos szabályozása nehéz.

## Mozgáskoordináció
A mesterséges külső váz mozgása folyamatos kontroll alatt kell, hogy álljon. Az esetleges megbotlás, esés és egyéb nem kívánt mozgásnál meg kell akadályozni a szándékkal ellentétes elmozdulást. A beépített szenzorok a számítógéppel összhangban ezt megakadályozzák.
Másik megoldandó probléma hogy megakadályozzák az olyan természetellenes mozgásokat, amit az emberi ízületek nem lennének képesek követni kicsavarodás, szalagszakadás vagy csonttörés nélkül. Ezt a célt beépített ütközők akadályozzák meg.